# Action ouvrière
L’Action ouvrière est une organisation syndicale créée en 1948 et rattachée au Rassemblement du peuple français, mouvement politique créé par le général de Gaulle. Sa création répond à la volonté des gaullistes de prendre position dans le monde syndical et d’y concurrencer les syndicalistes de gauche, notamment la CGT dominée par les communistes. 
Ses principaux dirigeants furent Louis Vallon et Yvon Morandat. 

## Base sociologique
Créé en 1948, le syndicat rassemblait à la fin de la même année quelque 140 000 adhérents. Sa base sociologique comprenait essentiellement des cadres et des contremaîtres, mais également un nombre considérable d’ouvriers (46,7 %) : cela tend à confirmer le caractère extrêmement rassembleur du RPF, capable de toucher des milieux sociaux variés.

## Positionnement politique et idéologie
Charles de Gaulle escomptait que ce syndicat l’aiderait à promouvoir son idée d’un nationalisme intégrant la classe ouvrière et transcendant ainsi la lutte des classes. L’Action ouvrière se plaça néanmoins rapidement à gauche de la mouvance gaulliste, passant d’un idéal corporatiste à des thèses cogestionnaires et associationnistes. Cela leur valut d’être considérés avec une certaine méfiance par les dirigeants du RPF.

### Organes de presse
L'Action ouvrière comptait plusieurs journaux qui visaient à répandre, auprès des professionnels, les idéaux du Rassemblement du peuple français. Les principaux sont ceux-ci : 
- L’Étincelle, bulletin intérieur hebdomadaire du RPF, (26 avril 1947 au 24 janvier 1948).

- Le Rassemblement, hebdomadaire du RPF (31 janvier 1948 au 24-30 juin 1954).

- L’Étincelle ouvrière, hebdomadaire, organe de liaison des ouvriers du RPF (9 août 1947 au 5 février 1948).

- Le Rassemblement ouvrier, hebdomadaire, organe central des groupes d’entreprises du RPF, (12 février au 24 novembre 1950)[2].

### L'anti-communisme comme base
À partir de 1947, les réseaux communistes organisent en France une large vague de grèves. La principale critique faite par le réseau syndical gaulliste est la sur-politisation de ces mouvements. Le passage d'un mouvement populaire ayant pour but initial des revendications devient, rapidement, un mouvement politique. En septembre 1947, l'Action Ouvrière juge que la CGT "semble plus préoccupé de la guerre contre le Vietnam et de la politique de la France que du ravitaillement". 
Le Rassemblement du peuple français dénonce, au travers de son organe L'Etincelle ouvrière, les véritables buts de la CGT communiste, qui chercherait à ameuter la classe ouvrière contre le gouvernement pour obliger celui-ci à se plier aux exigences des communistes, tout en servant les intérêts du Kominform, qui cherche à éliminer les adversaires du "communisme intégral".
En trois ans, et à partir de 1950, l'action politique communiste sera davantage à l'origine des grèves que la misère elle-même. Les grèves, hautement politisées, seront dénoncées par ''le rassemblement ouvrier'' comme cherchant à "tout subordonner à l'action pour la défense de l'URSS, [à la] radicalisation des masses, [aux] grèves politiques".

### Le souci du service public
Dès 1948, Jacques Baumel donnera des indications claires sur les moyens de lutte que doivent adopter les gaullistes. 
«  Nous devons lutter car il est impossible que nous restions en dehors d’un événement aussi important qu’une grève.  »
Il est également indiqué aux membres du mouvement de répandre par tous les moyens les idées gaullistes, en particulier dans les services publics. Cependant, les grèves, bien qu'il faille pour les nervis du Général y participer, ne doivent pas être déclenchées par eux. 
« Quand les services publics vitaux ont été atteints et risquent d’être paralysés, les grévistes ne se trompent-ils pas d’objectif ? Les grèves d’autrefois, celles qui se déroulaient jadis dans un régime capitaliste à 100 % embêtaient toujours le patron (...). Certaines grèves aujourd’hui pèsent surtout sur les autres travailleurs. »
Une circulaire de l’Action ouvrière de préciser : « la grève et l’interruption des services publics vitaux pour la nation ne sont pas admissibles dans un État digne de ce nom. » (voir l'ouvrage de B.Lachaise)

### Des consignes nationales soucieuses du bien-être social
En application des principes gaullistes, le RPF donnera des consignes aux membres et proches de l'Action ouvrière. Ainsi, les gaullistes ne doivent pas devenir des briseurs de grève, cette dernière demeurant un moyen d'action légitime des ouvriers. Il faut éviter, comme dit ci-avant, la sur-politisation du mouvement social et "faire échec à la tactique habile des communistes animés par Moscou". La ligne est nette : l'agitation ne doit pas être causée par les gaullistes, mais si elle est légitime, ils doivent y prendre part. 
Ainsi, Jacques Baumel donnera des consignes claires : 
« Ne jamais prendre la tête d’une grève, (...) ne pas condamner les revendications justifiées, (...) vous n’êtes pas des jaunes : si une grève éclate, vous devez vous y associer en la maintenant sur le plan purement professionnel, (...) demander à écarter tout mot d’ordre politique, exiger surtout, que la grève soit déclenchée et conduite démocratiquement (réclamer le vote au scrutin secret), (...) prendre des mesures contre le sabotage, (...) claironner que les grèves perlées sont contraires à toute tradition syndicale, (...) refuser toutes les grèves de solidarité. »
Le refus de la grève de solidarité, qui consiste le plus souvent à soutenir un collègue subissant une sanction, est l'un des leitmotivs du mouvement social gaulliste. À ce jour, la grève de solidarité est encadrée (elle est licite à condition de se rattacher à une revendication d'ordre professionnel concernant l'ensemble du personnel, voir ici) malgré la constitutionnalité du droit de grève.

#### La crainte d'une révolution politique
Si le  mouvement gaulliste cherche à ce point à limiter les grèves politiques, c'est bien par crainte d'un renversement du régime. Bien que les têtes de file du mouvement réclament, à la manière d'un Maurice Barrès et de son comité, une révision pure et simple de la Constitution et un changement de régime, ce changement ne doit se faire que d'un point de vue légaliste. 
Les communications du camp gaulliste iront jusqu'à considérer que le malheur social provient directement de la forme institutionnelle et de l'immobilisme qu'elle occasionne. 
« En vérité, c’est dans un régime organique d’association entre tous ceux qui travaillent ensemble à l’intérieur d’un même groupe d’entreprises que doivent se traiter d’égal à égal les rémunérations et les conditions de travail. Il va de soi qu’une telle institution doit comporter un arbitrage organisé en permanence à chaque degré de l’association ; l’arbitre suprême étant naturellement l’État, ce qui exige, d’ailleurs, que celui-ci soit impartial, c’est-à-dire élevé au-dessus des partis. »
L'on connaît la haine anti-partisane que prône le Général de Gaulle (voir ici), en raison d'une allégeance de leurs membres autre que celle à la patrie (ainsi, le "Grand Charles" voyait dans le PCF de l'époque un agent de "l'étranger"). La proposition de changement de régime par la révision de la Constitution, calquée sur le Discours de Bayeux, dont sera largement reprise la Constitution de la Ve république, est au cœur des propositions du mouvement social gaulliste de la Libération.

### L'association capital-travail
L'une des propositions phares du RPF et du Général fut l'organisation capitalistique qui prendra le nom d'association capital-travail ou tout simplement de participation, en raison de la participation, en son sein, des salariés au capital de la société dans laquelle ils travaillent.
Jacques Baumel dira, en 1948, à peine deux ans après l'instauration de la IVe République que : « l’Association capital-travail ne peut être appliquée dans le régime actuel. Il faut donc changer le régime et rappeler au plus tôt de Gaulle. Les moyens ? Dissolution, élections générales et retour de de Gaulle au pouvoir ». 
En ce sens, le Général prépara une "ordonnance relative à la participation des salariés aux fruits de l'expansion des entreprises", signée et publiée au Journal Officiel de la République le 17 août 1967. Le projet sera avorté en raison du retrait de la vie publique du Général. 
Ce principe sera ensuite reprit, et prend désormais la forme d'une prime d'intéressement ou d'ouverture de capital dans les entreprises de plus de 50 salariés (voir Participation des salariés aux résultats de l'entreprise)

## Le déclin de l'Action ouvrière
Bernard Lachaise explique dans son article sur « De Gaulle et les gaullistes face aux conflits sociaux au temps du RPF » les raisons qui ont poussé au déclin du syndicat gaulliste. 
La première relève du contexte international, qui voit la situation se stabiliser lors de la Guerre froide au début des années 1950 et la constitution progressive des blocs. L'auteur rappelle qu'avec la mort de Staline et la fin de la guerre de Corée, la peur du communisme s'estompe peu à peu.  
À l'échelle nationale, la scission du RPF menant à la constitution de l'Union des Républicains d'Action Sociale, qui s'allie rapidement au régime, accentue l'effondrement du syndicat et du mouvement gaulliste tout entier, que la mise en demeure du RPF n'améliore pas. Par la fin de la reconstruction, le syndicalisme même prend un coup dur : la CGT elle-même perd près de la moitié de ses effectifs en 5 ans. 
Enfin, Lachaise rappelle que les positions du syndicat Action ouvrière sont de plus en plus présentées comme étant "gauchisantes", quand même des anciens communistes parviennent à des postes de responsabilités, comme Manuel Bridier, qui occupa une place importante dans la propagande de l'organisation.